# Martin Runge (Politiker)

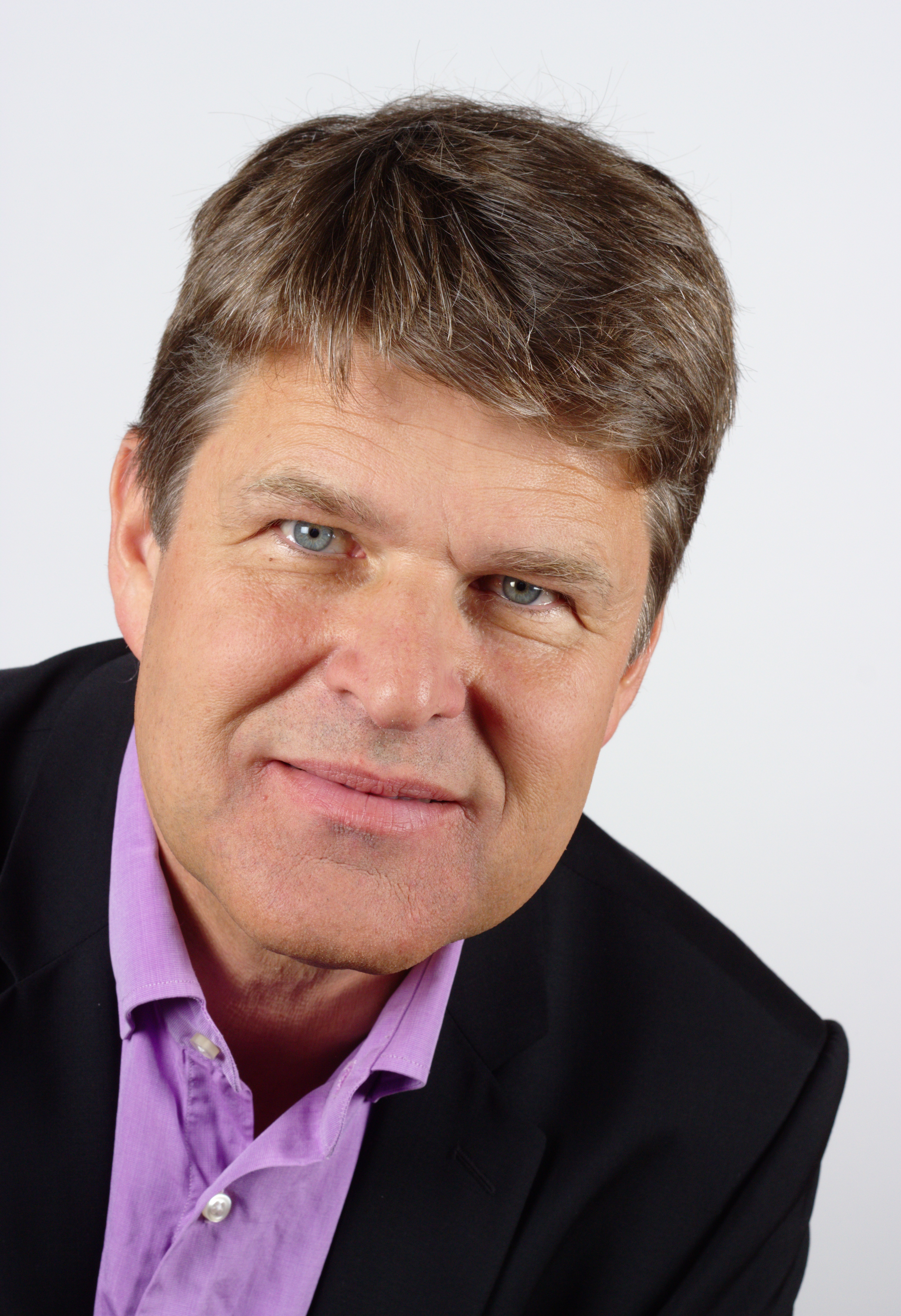
Martin Runge 2012

Martin Runge (* 15. Februar 1958 in Dachau) ist ein deutscher Politiker (Bündnis 90/Die Grünen), Wirtschaftswissenschaftler, Unternehmer und Publizist. Von 1996 bis 2013 und von 2017 bis 2023 war er Abgeordneter des Bayerischen Landtags.

## Biographie
Er machte sein Abitur 1978 am humanistischen Karlsgymnasium München-Pasing und leistete anschließend seinen Zivildienst bei den Rettungssanitätern. Dann studierte er Betriebswirtschaftslehre und war von 1986 bis 1995 zu seinem Abschluss als Diplom-Kaufmann. Darauf folgend war er Assistent und wissenschaftlicher Mitarbeiter und später Lehrbeauftragter am Institut für Verkehrswirtschaft und öffentliche Wirtschaft und am Institut für internationale Wirtschaftsräume der Ludwig-Maximilians-Universität München. 1989 promovierte er dort zum Dr. oec. publ. mit einer Arbeit über das Thema Müllvermeidung.
Seit 1990 ist er teils freiberuflich, teils mit und im eigenen Unternehmen im Bereich der Unternehmensberatung zu Kostenrechnung Organisation und Finanzierung, sowie zu Umweltmanagement und -controlling tätig. Seit 1992 führt er Schulungen und Beratungen in Ministerien, Kommunen und Unternehmen mittel- und osteuropäischer Reformstaaten auf den Feldern Verwaltungsmanagement, Wirtschaftsförderung sowie Organisation und Finanzierung von Infrastrukturbetrieben durch. Er ist Autor zahlreicher Zeitungs-, Zeitschriften- und Buchbeiträge und mehrerer Bücher zu wirtschafts-, umwelt-, Verkehrs- und europapolitischen Themen.
Runge ist verheiratet und hat vier Kinder. Er ist zudem Mitglied beim Bund Naturschutz sowie in mehreren örtlichen Vereinen und Verbänden.

## Politische Laufbahn
Politisch aktiv wurde Runge bereits 1979/1980, als er die Grünen in Bayern und in Westdeutschland mitgründete. Bereits von 1984 bis 1996 und wieder seit 2002 gehört er dem Gemeinderat Gröbenzell an, seit Mai 2014 ist er auch ehrenamtlicher 2. Bürgermeister. Außerdem gehört er seit 1984 durchgängig dem Kreistag Fürstenfeldbruck an.
Von 1996 bis 2013 war Runge Mitglied im Bayerischen Landtag. 2003 wurde er als erster grüner Abgeordneter zum Ausschussvorsitzenden des Ausschusses für Bundes- und Europaangelegenheiten gewählt.
Im Landtag beziehungsweise in der Fraktion übte Runge unter anderem folgende Funktionen aus:
- Europa- und wirtschaftspolitischer Fraktionssprecher
- Vorsitzender, Ausschuss Bundes- und Europaangelegenheiten
- Sprecher des Arbeitskreises Ökologie und Ökonomie
- Mitglied, Rundfunkrat des Bayerischen Rundfunks
- Vorsitzender der Fraktion Bündnis 90/Die Grünen im Bayerischen Landtag
- Wirtschaftspolitischer Sprecher der Fraktion

Bei der Landtagswahl 2008 kandidierte er erfolglos im Stimmkreis Fürstenfeldbruck-Ost, wurde aber über die Bezirksliste Oberbayern erneut in den Landtag gewählt. Im Februar 2011 wurde Runge zum Vorsitzenden der Landtagsfraktion von Bündnis 90/Die Grünen im Bayerischen Landtag gewählt. 2013 vertrat er die Grünen im Untersuchungsausschuss zum Fall Gustl Mollath. Nach der Entlassung Mollaths aus der Psychiatrie forderte Runge von Horst Seehofer die unverzügliche Entlassung von Justizministerin Beate Merk; sie habe immer wieder Mollath als „wahnkranken und gemeingefährlichen Gewalttäter dargestellt“ und bis zuletzt „Landtag und Öffentlichkeit mit Halb- und Unwahrheiten bedient“. Als weitere Konsequenzen aus diesem Fall forderte er, die Weisungsgebundenheit der Staatsanwaltschaft zu überprüfen und die „Abhängigkeit der Gerichte von der Exekutive (…) über Auswahl und Beförderung von Richtern“ abzuschaffen.
Bei der Landtagswahl 2013 kandidierte er erneut im Stimmkreis Fürstenfeldbruck-Ost und auf der Bezirksliste Oberbayern, verpasste aber den Wiedereinzug um 191 Stimmen. Am 26. Oktober 2017 rückte er für die in den Bundestag gewählte Margarete Bause in den Landtag nach. Für die verbleibende Zeit der 17. Legislatur des Bayerischen Landtags war er wirtschaftspolitischer Sprecher der Fraktion.
Runge kandidierte im Mai 2017 für das Amt des Oberbürgermeisters in Fürstenfeldbruck. Im ersten Wahlgang am 7. Mai erreichte er mit knapp 30 % das zweitbeste Ergebnis. In der Stichwahl am 21. Mai unterlag er dem Kandidaten der CSU Erich Raff mit 48 % bei einer Wahlbeteiligung von 41 %.
Für die Landtagswahl 2018 kandidierte er im Stimmkreis Fürstenfeldbruck-Ost und auf Platz 12 der Bezirksliste Oberbayern. Er erhielt 24,90 % der Erststimmen. Mit 32.166 Gesamtstimmen – und somit dem fünftbesten Ergebnis der grünen Kandidaten in Oberbayern – wurde Martin Runge über die oberbayerische Liste von Bündnis 90/Die Grünen wieder in den Bayerischen Landtag gewählt. Dort war Runge Mitglied des Rundfunkrates und Mitglied des Landessportbeirates. Zudem war er von 2018 bis 2023 Vorsitzender des Ausschusses für Kommunale Fragen, Innere Sicherheit und Sport.
Bei der Kommunalwahl am 15. März 2020 kandidierte Martin Runge auf Listenplatz 4 der Kreistagsliste für den Landkreis Fürstenfeldbruck von Bündnis 90/Die Grünen. Mit 35.110 Stimmen erhielt er das beste Ergebnis aller Kandidierenden auf der landkreisweiten grünen Liste. Zudem kandidierte er erneut als Gemeinderat für die Gemeinde Gröbenzell und erzielte auch hier die höchste Stimmenanzahl (5.477 Gesamtstimmen) der grünen Liste.

## Auszeichnungen
- Bayerischer Verdienstorden (2010)
- Bayerische Verfassungsmedaille in Silber (2011)

## Veröffentlichungen
- Müllvermeidung. Möglichkeiten der Vermeidung von Hausmüll auf ordnungspolitischem Wege – dargestellt am Beispiel von Verpackungsmüll. Kyrill-und-Method-Verlag, München 1989, ISBN 3-927527-08-4
- Einfälle statt Abfälle. Leitfaden für Bürger, Politiker, Umweltverbände und Kommunen zu einer besseren Müllpolitik. Kyrill-und-Method-Verlag, München 1990, ISBN 3-927527-20-3
- Milliardengeschäft Müll. Vom grünen Punkt bis zur Müllschieberei. Argumente und Strategien für eine andere Abfallpolitik. Piper, München/Zürich 1995, ISBN 3-492-11859-3
- mit Frank Sommer & Gerd Oberfeld (Hrsg.): Mobilfunk, Gesundheit und die Politik. Streitschrift und Ratgeber. Agenda-Verlag, Münster 2006, ISBN 978-3-89688-288-2